# Temporada 1999-2000 de los Seattle SuperSonics
La temporada 1999-2000 fue la trigésimo tercera de los Seattle SuperSonics en la NBA. La temporada regular acabó con 45 victorias y 37 derrotas, ocupando el séptimo puesto de la conferencia Oeste, clasificándose para los playoffs, en los que cayó en primera ronda ante Utah Jazz.

## Elecciones en elDraft
| Ronda | Puesto | Jugador        | Posición | Nacionalidad   | Universidad/Club |
| ----- | ------ | -------------- | -------- | -------------- | ---------------- |
| 1     | 13     | Corey Maggette | Escolta  | Estados Unidos | Duke             |

## Temporada regular
| División Pacífico        | División Pacífico | División Pacífico | División Pacífico | División Pacífico | División Pacífico | División Pacífico | División Pacífico | División Pacífico |
| Equipo                   | G                 | P                 | %                 | PD                | Casa              | Fuera             | Div               |                   |
| ------------------------ | ----------------- | ----------------- | ----------------- | ----------------- | ----------------- | ----------------- | ----------------- | ----------------- |
| y-Los Angeles Lakers     | 67                | 15                | .817              | –                 | 36–5              | 31–10             | 20–4              |                   |
| x-Portland Trail Blazers | 59                | 23                | .720              | 8                 | 30–11             | 29–12             | 21–3              |                   |
| x-Phoenix Suns           | 53                | 29                | .646              | 14                | 32–9              | 21–20             | 15–9              |                   |
| x-Seattle SuperSonics    | 45                | 37                | .549              | 22                | 24–17             | 21–20             | 12–12             |                   |
| x-Sacramento Kings       | 44                | 38                | .537              | 23                | 30–11             | 14–27             | 9–15              |                   |
| Golden State Warriors    | 19                | 63                | .232              | 48                | 12–29             | 7–34              | 2–22              |                   |
| Los Angeles Clippers     | 15                | 67                | .183              | 52                | 10–31             | 5–36              | 5–19              |                   |

## Playoffs

### Primera ronda
Utah Jazz vs. Seattle SuperSonics 
| Fecha       | Partido                               | Ciudad         |
| ----------- | ------------------------------------- | -------------- |
| 22 de abril | Utah Jazz 104, Seattle SuperSonics 93 | Salt Lake City |
| 24 de abril | Utah Jazz 101, Seattle SuperSonics 87 | Salt Lake City |
| 29 de abril | Seattle SuperSonics 89, Utah Jazz 78  | Seattle        |
| 3 de mayo   | Seattle SuperSonics 104, Utah Jazz 93 | Seattle        |
| 5 de mayo   | Utah Jazz 96, Seattle SuperSonics 93  | Salt Lake City |
|             | Utah Jazz gana las series 3-2         |                |

## Estadísticas

### Temporada regular
| Jugador           | PJ | PT | MPP  | %TC  | %3P  | %TL  | RPP | APP | ROB | TPP | PPP  |
| ----------------- | -- | -- | ---- | ---- | ---- | ---- | --- | --- | --- | --- | ---- |
| Gary Payton       | 82 | 82 | 41.8 | .448 | .340 | .735 | 6.5 | 8.9 | 1.9 | 0.2 | 24.2 |
| Vin Baker         | 79 | 75 | 36.1 | .455 | .250 | .682 | 7.7 | 1.9 | 0.6 | 0.8 | 16.6 |
| Brent Barry       | 80 | 74 | 34.1 | .463 | .411 | .809 | 4.7 | 3.6 | 1.3 | 0.4 | 11.8 |
| Ruben Patterson   | 81 | 74 | 25.9 | .536 | .444 | .692 | 5.4 | 1.6 | 1.2 | 0.5 | 11.6 |
| Vernon Maxwell    | 47 | 0  | 21.0 | .345 | .300 | .730 | 1.7 | 1.6 | 0.8 | 0.2 | 10.9 |
| Rashard Lewis     | 82 | 8  | 19.2 | .486 | .333 | .683 | 4.1 | 0.9 | 0.8 | 0.4 | 8.2  |
| Horace Grant      | 76 | 76 | 35.4 | .444 | .000 | .721 | 7.8 | 2.5 | 0.7 | 0.8 | 8.1  |
| Shammond Williams | 43 | 5  | 12.0 | .373 | .296 | .647 | 1.2 | 1.8 | 0.4 | 0.0 | 5.2  |
| Jelani McCoy      | 58 | 2  | 12.9 | .576 |      | .495 | 3.1 | 0.4 | 0.3 | 0.8 | 4.3  |
| Emanual Davis     | 54 | 2  | 13.0 | .364 | .301 | .684 | 1.9 | 1.3 | 0.7 | 0.1 | 4.0  |
| Lazaro Borrell    | 17 | 6  | 9.8  | .444 | .000 | .545 | 2.4 | 0.6 | 0.4 | 0.2 | 3.6  |
| Greg Foster       | 60 | 5  | 12.0 | .406 | .200 | .643 | 1.8 | 0.7 | 0.2 | 0.3 | 3.4  |
| Chuck Person      | 37 | 0  | 9.2  | .301 | .253 | .500 | 1.4 | 0.6 | 0.1 | 0.1 | 2.8  |
| Vladimir Stepania | 30 | 1  | 6.7  | .367 | .000 | .472 | 1.6 | 0.1 | 0.3 | 0.4 | 2.5  |
| Fred Vinson       | 8  | 0  | 5.0  | .294 | .286 | .500 | 0.1 | 0.0 | 0.4 | 0.0 | 1.6  |

### Playoffs
| Jugador           | PJ | PT | MPP  | %TC  | %3P  | %TL   | RPP | APP | ROB | TPP | PPP  |
| ----------------- | -- | -- | ---- | ---- | ---- | ----- | --- | --- | --- | --- | ---- |
| Gary Payton       | 5  | 5  | 44.2 | .442 | .391 | .769  | 7.6 | 7.4 | 1.8 | 0.2 | 25.8 |
| Rashard Lewis     | 5  | 5  | 31.4 | .441 | .474 | .800  | 6.2 | 0.6 | 1.0 | 0.6 | 15.4 |
| Vin Baker         | 5  | 4  | 35.4 | .400 | .000 | .588  | 7.6 | 2.0 | 1.0 | 0.4 | 14.0 |
| Shammond Williams | 5  | 2  | 19.8 | .545 | .636 | .727  | 2.2 | 3.6 | 1.6 | 0.0 | 10.2 |
| Brent Barry       | 5  | 3  | 31.0 | .364 | .400 | .714  | 2.6 | 3.0 | 0.6 | 0.6 | 8.4  |
| Ruben Patterson   | 5  | 0  | 16.8 | .538 | .000 | .867  | 3.0 | 0.4 | 0.6 | 0.4 | 8.2  |
| Lazaro Borrell    | 2  | 1  | 13.0 | .571 |      | .500  | 5.5 | 0.5 | 0.0 | 0.0 | 5.0  |
| Horace Grant      | 5  | 5  | 37.0 | .407 |      | .500  | 6.2 | 2.0 | 1.6 | 1.0 | 4.8  |
| Greg Foster       | 5  | 0  | 13.6 | .368 | .400 | 1.000 | 2.2 | 0.2 | 0.0 | 0.2 | 3.6  |
| Jelani McCoy      | 3  | 0  | 8.7  | .400 |      | .000  | 2.0 | 0.7 | 0.0 | 0.0 | 1.3  |
| Chuck Person      | 2  | 0  | 1.0  | .000 | .000 |       | 0.0 | 0.0 | 0.0 | 0.0 | 0.0  |

## Galardones y récords
| Jugador     | Galardón                                                             |
| Gary Payton | Mejor quinteto de la NBA Mejor quinteto defensivo de la NBA All-Star |